# 紅丸
紅丸（くれないまる）は、1900年（明治33年）に竣工し、1911年（明治44年）に大阪商船が購入して運航した貨客船。
「初代」の「瀬戸内海の女王」とも言うべき存在で、大阪、神戸と別府温泉を結びつける大きなきっかけを作った貨客船である。その後、大阪 - 別府航路にはその名を引き継いだ船がたびたび就航した（くれない丸を参照）。

## 概要

### 前史
1884年（明治17年）創立の大阪商船は当初、瀬戸内海沿岸部の小規模船主の集合体という感があり、手中の船舶も雑多であった。創立当初は山陽鉄道（現・山陽本線）も全通しておらず、九州へ向かうには船しか交通手段がなかった。大阪商船は雑多な航路を整理しつつ瀬戸内海沿岸の複数の港町を結んで大阪と九州を往復する航路を開設し、1888年（明治21年）にはそのうちの一つである大阪三角線が命令航路となって補助金が得られるようになった。全行程は2日強であったが、1901年（明治34年）まではまさに独断場であった。しかし、その明治34年に山陽鉄道が馬関まで全通すると、形勢はたちまち逆転する。山陽鉄道はあらゆる策を弄して航路に挑戦し、大阪から博多まで関門連絡船経由で20時間しか要しないとなれば、勝負は明らかだった。大阪商船は方針を変え、航路を大阪と、九州の港町のうち鉄道が十分に整備されていなかった町を結ぶものに再編成し、特に別府に向かう航路に力を注ぐことになった。
話はさかのぼって1900年、上海のS・C・ファーンハム造船所で一隻の河川用客船が竣工した。名を「美順」 (Mei Shun) といい、ドイツの海運会社である北ドイツ・ロイドが長江航路に投入するために建造された。竣工後、「美順」は予定通りに長江航路に就航していたが、1911年8月25日に上海で火災事故を起こして全損となってしまった。北ドイツ・ロイドは焼け落ちた「美順」を保険会社に委託して手放した。大阪商船が「美順」を購入したのは1911年12月のことで、上海で仮修理を行ったのち日本に回航し、三菱神戸造船所で大修理を行った。修理が終わると大阪商船は「紅丸」と命名し、1912年（明治45年）5月28日から別府航路に就航させた。

### 大阪商船時代
「紅丸」は就航の時点において、これまで瀬戸内海航路に使われていた船の中では最大を誇り、当初から乗客の好評を得た。なかでも船内設備は従来船と比べて格段に優れており、一等船室はベッド付、二等船室も絨毯が敷かれて「船室にいながら瀬戸内の風景が楽しめる」ことが一つの売りとなった。三等船室も蚕棚を廃止して畳敷き大広間とした。就航当初の「紅丸」の就航ダイヤは、端建蔵橋の船着場を午前10時に出港し、神戸港には正午過ぎに入港、午後1時に神戸を出港して翌朝に高浜港に到着、午前8時に出港して午後1時ごろに別府港に到着するというものであった。ところが、当時の神戸港には「紅丸」が横付けできる埠頭がなかったため、乗客はメリケン波止場から小型の蒸気船で沖に停泊する「紅丸」に向かわなければならなかった。このように別府までは2日も要したが、それでも従来と比べて1日の短縮となった。また、「紅丸」の就航は観光やインフラストラクチャーの面で大きな影響を与えていた。一つは、これまで「九州の保養地」という立場だった別府が、「関西からの入湯客」という新たな観光客を呼び込んだことであり、いま一つは、大阪商船が、手狭になった端建蔵橋から天保山に新しいターミナルを建設しなければならなくなったことであった。
1921年（大正10年）12月、大阪商船は別府航路向けにより大型で、初めから専用船として建造された「紫丸」（1,586トン）を投入し、これによって「紅丸」は大阪徳島線に転じることとなった。さらに1924年（大正13年）には、事実上「紫丸」の機関をディーゼル機関に置き換えた準同型船の二代目「紅丸」（1,540トン）が就航したことにより、初代「紅丸」は「鳴門丸」と改名した。1932年（昭和7年）から始まった船舶改善助成施設では、船齢が30年を越えていた「鳴門丸」も一度は淘汰の対象となり、1935年（昭和10年）の第二次船舶改善助成施設で大阪商船の新造貨物船「かんべら丸」（6,477トン）の解体見合船としてリストアップされていたが、最終的には対象から外れた。1941年（昭和16年）12月8日の太平洋戦争開戦を経て、1942年（昭和17年）には大阪商船や他の船主の瀬戸内海航路を統合経営する関西汽船が設立されるが、「鳴門丸」は大阪商船に残った。やがて「くれなゐ丸」はフィリピン沿岸航路に供出され、「くれなゐ丸」以降に建造された客船も陸海軍に徴傭されたため、残る「鳴門丸」と「むらさき丸」が別府航路に復帰するも、1945年（昭和20年）3月からの飢餓作戦により瀬戸内海にも機雷が投下され、ついに運航を停止せざるを得なかった。大阪港停泊中の6月26日には空襲で至近弾を受けて損傷を生じるも、8月15日の終戦を浮いたまま迎えることができた。戦後はGHQの日本商船管理局（en:Shipping Control Authority for the Japanese Merchant Marine, SCAJAP）によりSCAJAP-N015の管理番号が付与されたが、同年9月18日に大阪港内で座礁沈没した。1946年（昭和21年）7月8日付の『神戸新聞』の記事では、大阪湾で沈没したままの船の一隻に入っており、記事掲載以降に引き揚げ・解体された。